# Somaloniscus simonettai
Somaloniscus simonettai is een pissebed uit de familie Eubelidae. De wetenschappelijke naam van de soort is voor het eerst geldig gepubliceerd in 1971 door Franco Ferrara.